# EEFL

Verschil tussen CCFL en EEFL

EEFL staat voor External Electrode Fluorescent Lamp. EEFL is een variant op de Cold Cathode Fluorescent Lamp (CCFL). Ze worden veelvuldig in lcd-televisiepanelen toegepast. De EEFL verschilt van de CCFL, doordat bij de EEFL de elektroden aan de buitenkant van de glazen lampbuis zijn aangebracht, terwijl de elektroden van de CCFL door het glazen buisje heen steken en aan de binnenzijde van de lamp uitkomen.
EEFL toestellen worden gebruikt voor de achterkantbelichting van lcd-schermen en zijn de lichtbronnen van scanners. Het lamplicht wordt geproduceerd door gebruik te maken van uitwendige elektroden, die een elektrisch veld opwekken binnen in de lamp, zodat het opgewekte plasma licht uitzendt.

## Lichtproductie
Achterbelichting intensiteit wordt meestal geregeld door het veranderen van de stuurspanning van de inverter met enkele volts. De inverter genereert een AC-hoogspanning van (1,3 kV). Eventueel wordt ze ook geregeld met een potentiometer ofwel is ze vast en dus niet regelbaar. Sommige modellen gebruiken pulsbreedtemodulatie PWM voor de regeling van de intensiteit.

## Toepassingen
- lcd-schermen
- scanners

argandse lamp ·
booglamp ·
carbidlamp ·
CCFL ·
davylamp ·
EEFL ·
elektrodeloze lamp ·
elektronenflitser ·
filmzon ·
flitser ·
fluorescentielamp ·
gaslicht ·
gasontladingslamp ·
gloeilamp ·
halogeenlamp ·
hefnerlamp ·
hogehelderheidsled ·
jablochkoff-kaars ·
kaars ·
kalklicht · 
knijpkat ·
kwiklamp ·
lantaarn ·
ledlamp ·
menglichtlamp ·
metaalhalidelamp ·
natriumlamp ·
neonlamp ·
nernstlamp ·
olielamp ·
petroleumlamp ·
spaarlamp ·
tl-buis ·
xenonlamp ·
zaklantaarn